# Entonyssidae
Famille
Les Entonyssidae  sont une famille d'acariens Mesostigmata. Elle contient 7 genres et une dizaine d'espèces.

## Classification
- Cobrabyssus Fain, 1960
- Entonyssus Ewing, 1922
- Entophiophaga Fain, 1960
- Entophioptes Fain, 1960
- Hamertonia Türk, 1947
- Ophiopneumicola Hubbard, 1938
- Viperacarus Fain, 1960